# スピニカー
スピニカー（英:SPINNAKER）は、イタリアの時計メーカーである。
名前の由来は、追い風を操る帆を意味しており、人間を海へ駆り立てる“アドベンチャー精神”を表すために採用した。
イタリア、イギリス、フランス等で人気である。2019年には日本、ドイツ、台湾、韓国でも展開が始まった。

## 時計モデル
- BRADNER
- SPENCE DRAB
- DUMAS
- CAHILL